# キース郡 (ネブラスカ州)

ネブラスカ州内の位置

キース郡（Keith County）は、アメリカ合衆国ネブラスカ州に位置する郡である。人口は8,368人（2010年）である。郡庁所在地はオガララである。

## 地理
アメリカ合衆国統計局によると、この郡は総面積2,874 km2 (1,110 mi2) である。このうち2,749 km2 (1,061 mi2) が陸地で126 km2 (49 mi2) が水地域である。総面積の4.37%が水地域となっている。

## 人口動勢
2000年国勢調査で、この郡は人口8,875人、3,707世帯、及び2,535家族が暮らしている。人口密度は3/km2 (8/mi2) である。2/km2 (5/mi2) の平均的な密度に5,178軒の住居が建っている。この郡の人種的構成は白人96.75%、アフリカン・アメリカン0.08%、先住民0.71%、アジア0.17%、太平洋諸島系0.00%、その他の人種1.49%、及び混血0.80%である。人口の4.23%がヒスパニックまたはラテン系である。
この郡内の住民は25.30%が18歳未満の未成年、18歳以上24歳以下が5.70%、25歳以上44歳以下が25.30%、45歳以上64歳以下が25.40%、及び65歳以上が18.40%にわたっている。中央値年齢は41歳である。女性100人ごとに対して男性は96.50人である。18歳以上の女性100人ごとに対して男性は92.80人である。
この郡の世帯ごとの平均的な収入は32,325米ドルであり、家族ごとの平均的な収入は39,118米ドルである。男性は26,523米ドルに対して女性は19,024米ドルの平均的な収入がある。この郡の一人当たりの収入 (per capita income) は17,421米ドルである。人口の9.30%及び家族の6.60%は貧困線以下である。全人口のうち18歳未満の13.10%及び65歳以上の8.20%は貧困線以下の生活を送っている。

## 都市及び村
- オガララ (Ogallala)
- Brule
- Paxton